# Аламінос (Панґасінан, Філіппіни)
Аламінос, офіційно: Місто Аламінос (City of Alaminos (Панґ: Siyudad na Alaminos
; ілок: Ciudad ti Alaminos
; філіп: Lungsod ng Alaminos
), місто в провінції Панґасінан, що на Філіппінах. Місто названо на честь Хуана Аламінос і де Вівара, колишнього Генерал-губернатора Філіппін. Відповідно до даних перепису населення від 2010 року, населення міста становить 85,025 осіб. МІсто межує з муніципалітетами Суаль, Бані та Мабіні.
Популярний серед туристів Національний Парк Сотня Островів, що складається з майже 123 маленьких островів, знаходиться недалеко від міста в затоці Лінґайєн напроти баранґаю Лукап.
У травні 2009 року Аламінос зазнав значних збитків через тайфун Емонг. В місті було ушкоджено кілька будинків, а також дах головної церкви. Кілька гуманітарних організацій проводили збір коштів для допомоги у відновленні міста.
В місті споруждується аеропорт Аламінос, який заплановано відкрити для внутрішніх рейсів до 2017 року та для міжнародних до 2022.

## Баранґаї
Адміністративно місто Аламінос поділяється на 39 баранґаї.

## Клімат
| Клімат Аламінос, Панґасінан, Філіппіни | Клімат Аламінос, Панґасінан, Філіппіни | Клімат Аламінос, Панґасінан, Філіппіни | Клімат Аламінос, Панґасінан, Філіппіни | Клімат Аламінос, Панґасінан, Філіппіни | Клімат Аламінос, Панґасінан, Філіппіни | Клімат Аламінос, Панґасінан, Філіппіни | Клімат Аламінос, Панґасінан, Філіппіни | Клімат Аламінос, Панґасінан, Філіппіни | Клімат Аламінос, Панґасінан, Філіппіни | Клімат Аламінос, Панґасінан, Філіппіни | Клімат Аламінос, Панґасінан, Філіппіни | Клімат Аламінос, Панґасінан, Філіппіни | Клімат Аламінос, Панґасінан, Філіппіни |
| Показник                               | Січ.                                   | Лют.                                   | Бер.                                   | Квіт.                                  | Трав.                                  | Черв.                                  | Лип.                                   | Серп.                                  | Вер.                                   | Жовт.                                  | Лист.                                  | Груд.                                  |                                        |
| Середній максимум, °C                  | 31                                     | 31                                     | 33                                     | 34                                     | 34                                     | 33                                     | 32                                     | 31                                     | 31                                     | 32                                     | 31                                     | 31                                     |                                        |
| Середній мінімум, °C                   | 21                                     | 21                                     | 23                                     | 25                                     | 25                                     | 25                                     | 25                                     | 24                                     | 24                                     | 24                                     | 23                                     | 22                                     |                                        |
| Днів з дощем                           | 3                                      | 2                                      | 3                                      | 5                                      | 14                                     | 17                                     | 22                                     | 23                                     | 21                                     | 13                                     | 7                                      | 4                                      |                                        |
| -------------------------------------- | -------------------------------------- | -------------------------------------- | -------------------------------------- | -------------------------------------- | -------------------------------------- | -------------------------------------- | -------------------------------------- | -------------------------------------- | -------------------------------------- | -------------------------------------- | -------------------------------------- | -------------------------------------- | -------------------------------------- |

## Зображення

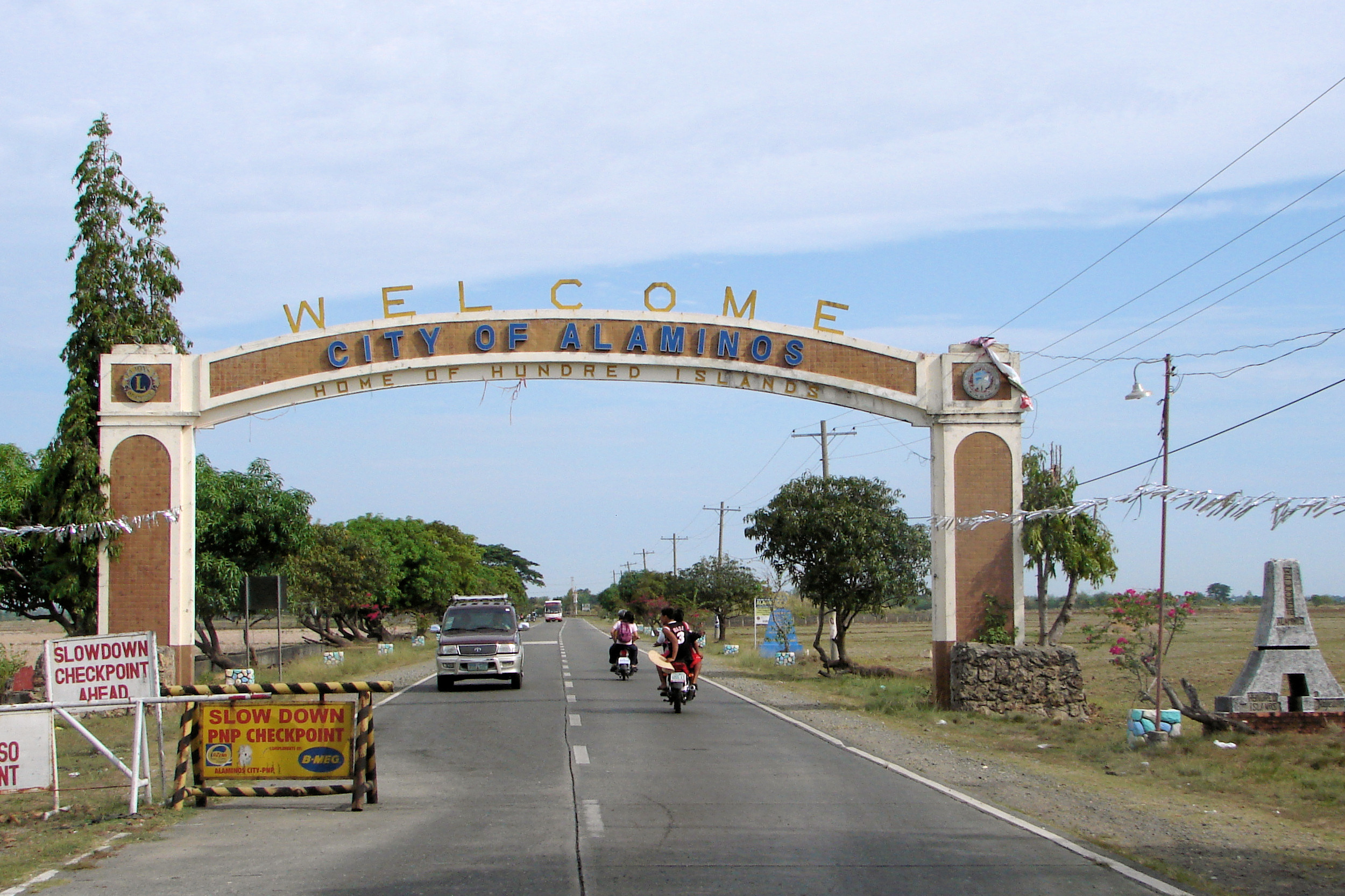
Знак "ласкаво просимо"
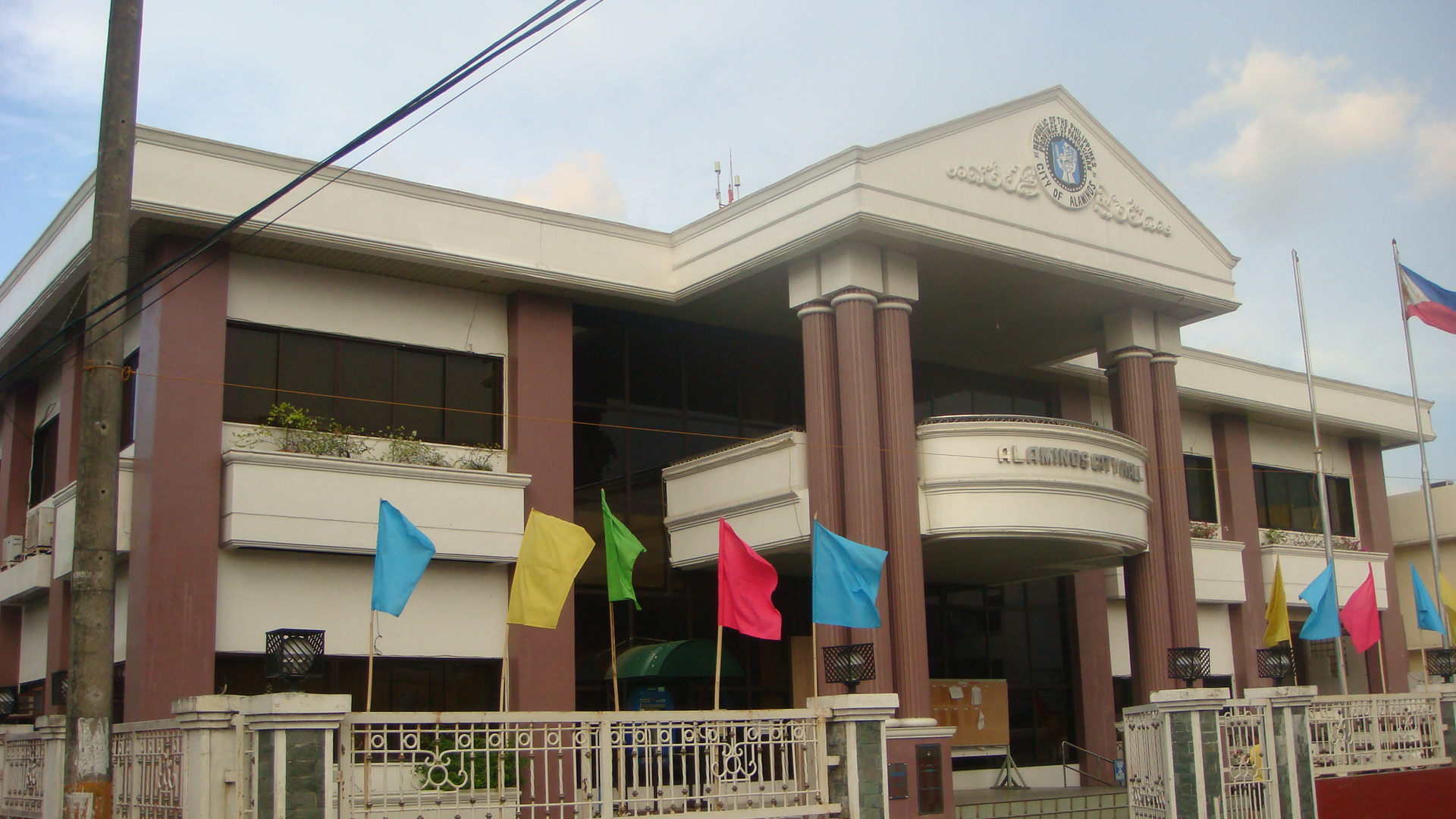
Міська рада Аламінос (Poblacion)
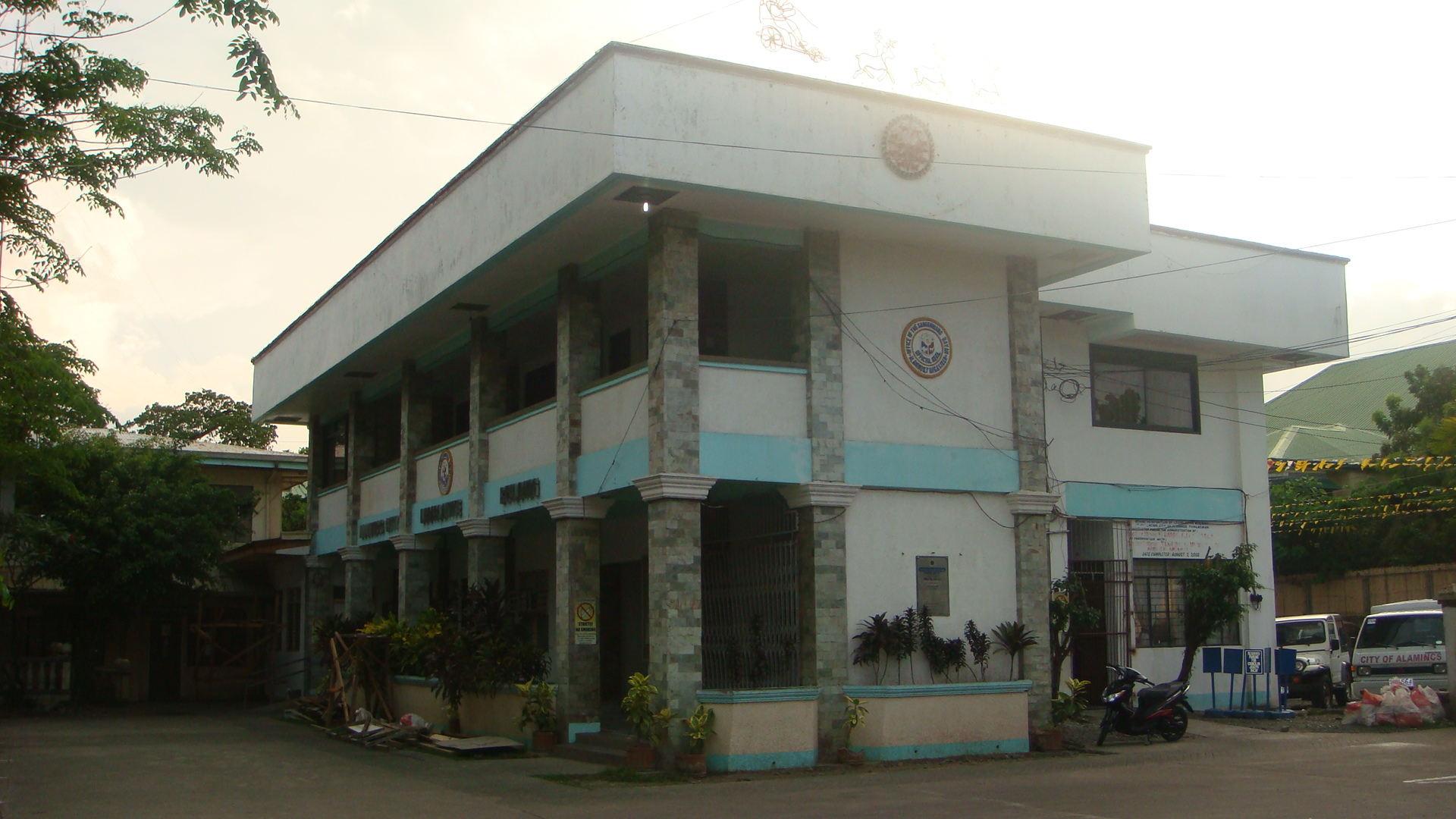
Legislative Building (Sangguniang Bayan Session Hall)
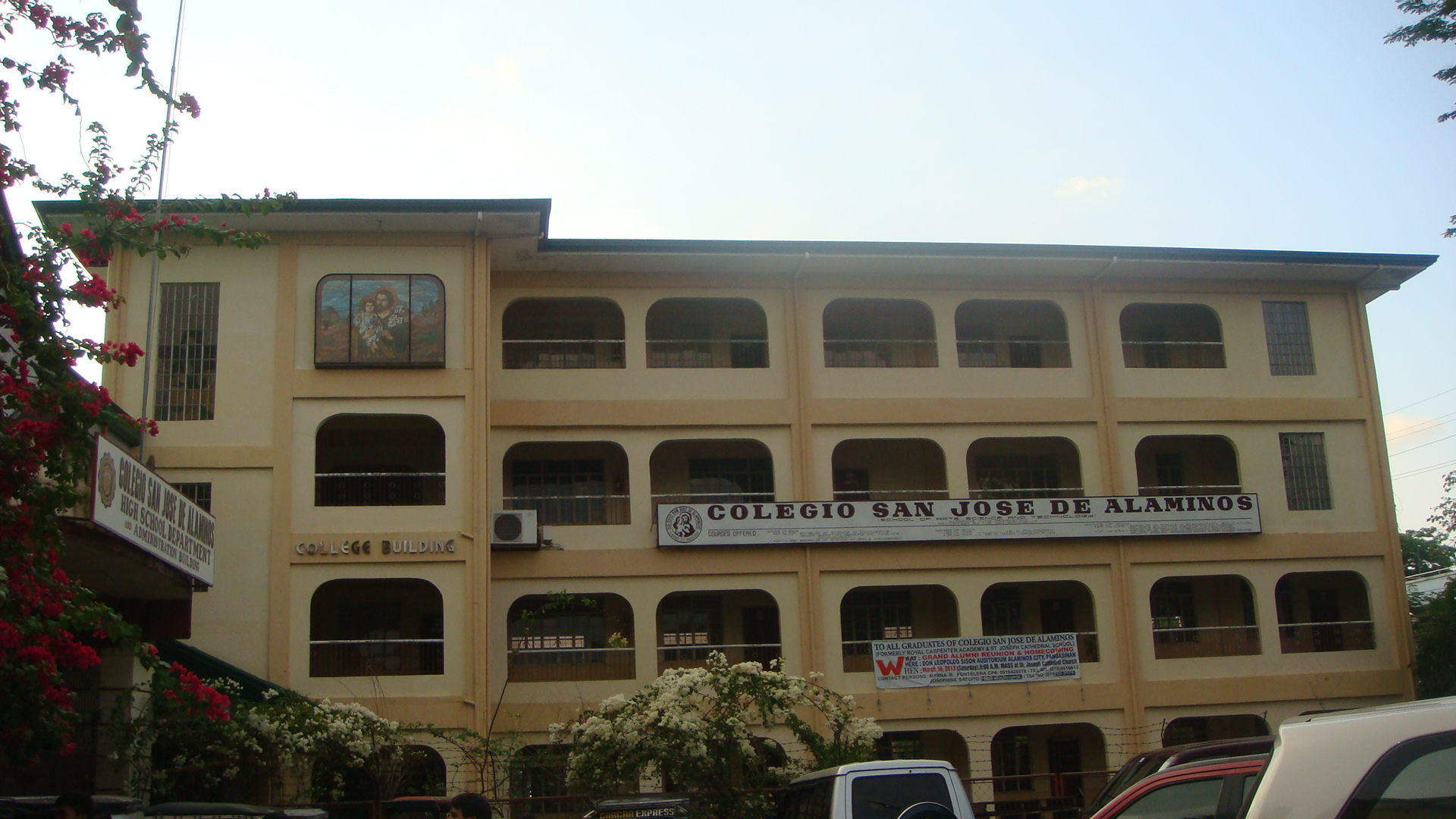
Colegio San Jose de Alaminos (Poblacion)
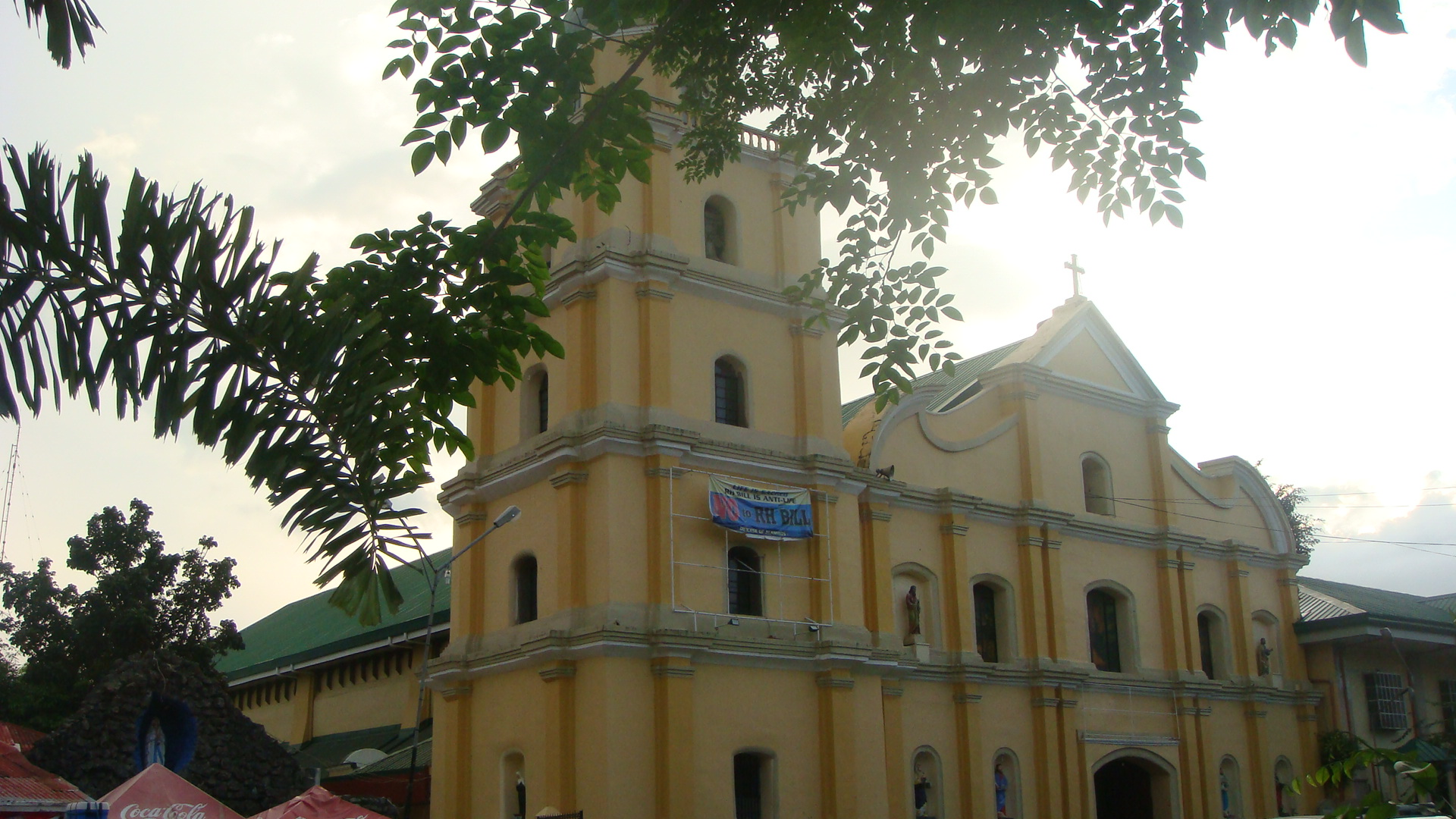
Cathedral of Saint Joseph (Poblacion)
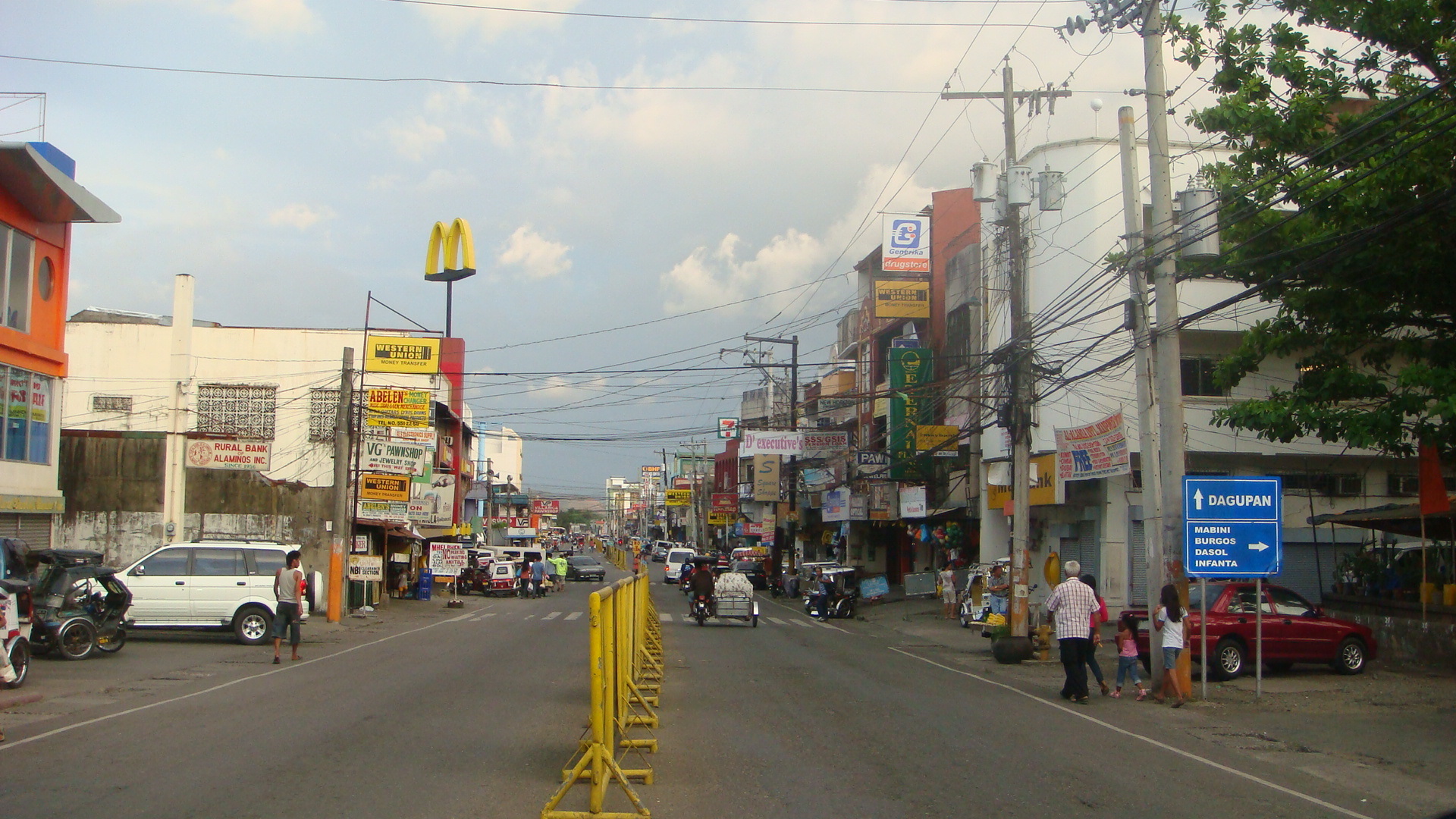
Центр міста